# 拉戈尔
拉戈尔（法語：Lagord，法語發音：[laɡɔʁ]），法国西部城市，新阿基坦大区滨海夏朗德省的一个市镇，隶属于拉罗谢尔区，其市镇面积为8.04平方公里，2022年1月1日时人口数量为7,594人，在法国城市中排名第1,482位。
拉戈尔位于滨海夏朗德省西北部，省会拉罗谢尔的正北方向，是拉罗谢尔的一个近郊卫星城。拉罗谢尔市镇交通局、法国农业信贷银行滨海夏朗德-德塞夫勒总部等机构位于拉戈尔境内。

## 地名来源
根据当地官方网站的论述，“Lagord”一名出自凯尔特语单词“gor”，意为“野猪”，可能与当地历史上的养殖业有关。但除此之外，该名称起源亦存在其它解释。

## 历史

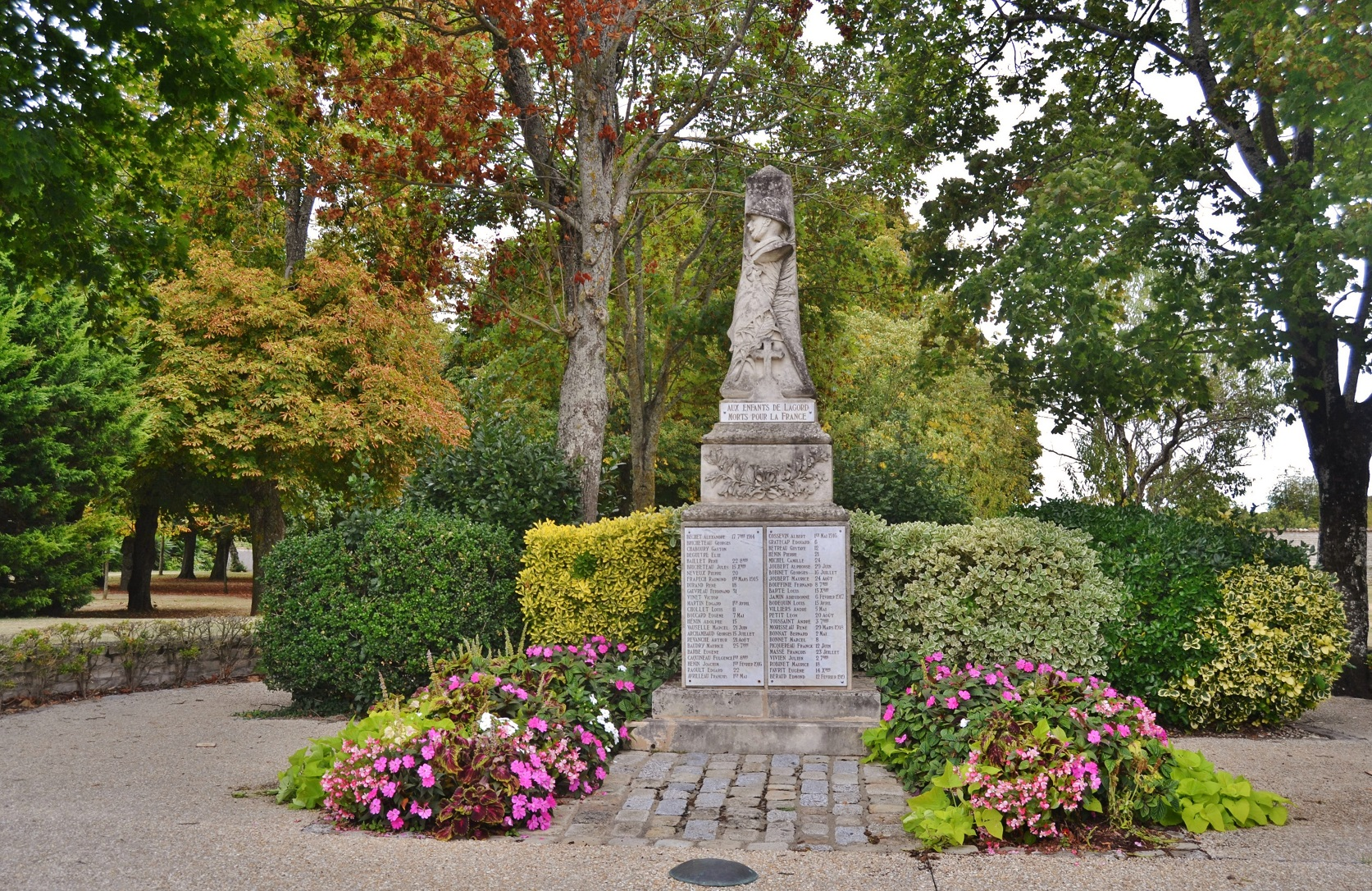
拉戈尔境内的一处烈士纪念碑

拉戈尔历史上长期为一处普通农业村落，公元1195年桑特主教在此地修建了一处圣母升天教堂。除此之外，当地18世纪以前的历史缺乏详细记载。法国大革命后，拉戈尔成为内夏朗德省（1941年更名为滨海夏朗德省）的一个市镇。1858年，原圣莫里斯市镇被撤销，其东北部的部分区域被划入拉戈尔。19世纪末，拉戈尔境内出现了学校。二战后，随着拉罗谢尔的城市扩张，拉戈尔被规划为拉罗谢尔的一个近郊卫星城，其境内兴建了大批居民建筑，人口数量快速增加。途径拉戈尔的拉罗谢尔环城公路于20世纪70年代建成，后于1988年延伸至雷岛。

## 地理

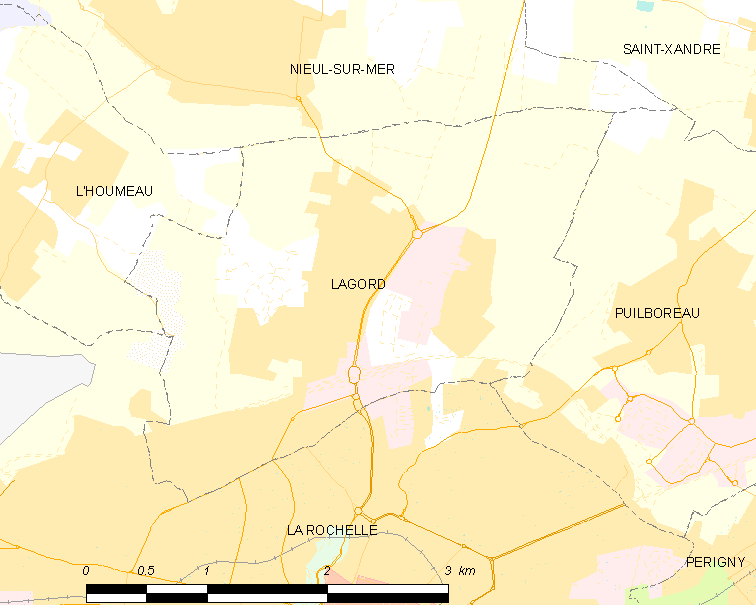
拉戈尔市镇范围地图

拉戈尔位于法国西部，新阿基坦大区西北部和滨海夏朗德省西北部，距离省会拉罗谢尔大约4公里。与拉戈尔接壤的市镇包括：卢莫、滨海尼约勒、皮爾博羅、拉罗谢尔。

### 地形
拉戈尔靠近一处海岸线滩涂，其境内以平原为主，市镇中心地势较为平坦，全境海拔在4到30米之间。

### 水文
拉戈尔靠近海岸线，当地无大型天然地表径流及水域。

### 植被
拉戈尔属于温带阔叶混交林区，市区内的主要绿地公园包括莱吉尼耶公园（Parc des Guigniers）、天鹅花园（Square des Sarcelles）等，均常年免费向公众开放。
在鲜花城市的评比中，拉戈尔被评为3星级鲜花城市。

### 气候
拉戈尔在柯本气候分类法中属于温带海洋性气候。
距离拉戈尔最近的常年气象站为位于拉罗谢尔机场的拉罗谢尔气象站，以下为该气象站的数据：
| 拉罗谢尔 1931年－2021年 | 拉罗谢尔 1931年－2021年 | 拉罗谢尔 1931年－2021年 | 拉罗谢尔 1931年－2021年 | 拉罗谢尔 1931年－2021年 | 拉罗谢尔 1931年－2021年 | 拉罗谢尔 1931年－2021年 | 拉罗谢尔 1931年－2021年 | 拉罗谢尔 1931年－2021年 | 拉罗谢尔 1931年－2021年 | 拉罗谢尔 1931年－2021年 | 拉罗谢尔 1931年－2021年 | 拉罗谢尔 1931年－2021年 | 拉罗谢尔 1931年－2021年 |
| 月份                    | 1月                     | 2月                     | 3月                     | 4月                     | 5月                     | 6月                     | 7月                     | 8月                     | 9月                     | 10月                    | 11月                    | 12月                    | 全年                    |
| ----------------------- | ----------------------- | ----------------------- | ----------------------- | ----------------------- | ----------------------- | ----------------------- | ----------------------- | ----------------------- | ----------------------- | ----------------------- | ----------------------- | ----------------------- | ----------------------- |
| 历史最高温 °C（°F）     | 16.3 (61.3)             | 20.2 (68.4)             | 27.2 (81.0)             | 30 (86)                 | 33.1 (91.6)             | 39.3 (102.7)            | 39 (102)                | 38.2 (100.8)            | 34.2 (93.6)             | 30 (86)                 | 25 (77)                 | 18.7 (65.7)             | 39.3 (102.7)            |
| 平均高温 °C（°F）       | 9.1 (48.4)              | 10.2 (50.4)             | 13 (55)                 | 15.5 (59.9)             | 19.1 (66.4)             | 22.3 (72.1)             | 24.4 (75.9)             | 24.5 (76.1)             | 22.1 (71.8)             | 18.1 (64.6)             | 13 (55)                 | 9.7 (49.5)              | 16.8 (62.2)             |
| 日均气温 °C（°F）       | 6.6 (43.9)              | 7.1 (44.8)              | 9.6 (49.3)              | 11.8 (53.2)             | 15.4 (59.7)             | 18.5 (65.3)             | 20.5 (68.9)             | 20.5 (68.9)             | 18.1 (64.6)             | 14.7 (58.5)             | 10 (50)                 | 7.1 (44.8)              | 13.3 (55.9)             |
| 平均低温 °C（°F）       | 4 (39)                  | 4.1 (39.4)              | 6.3 (43.3)              | 8.1 (46.6)              | 11.7 (53.1)             | 14.6 (58.3)             | 16.7 (62.1)             | 16.5 (61.7)             | 14 (57)                 | 11.3 (52.3)             | 7.1 (44.8)              | 4.5 (40.1)              | 9.9 (49.8)              |
| 历史最低温 °C（°F）     | −11.5 (11.3)            | −13.6 (7.5)             | −6.6 (20.1)             | −3.9 (25.0)             | 0 (32)                  | 5 (41)                  | 7.8 (46.0)              | 7.1 (44.8)              | 2 (36)                  | −2.8 (27.0)             | −5.1 (22.8)             | −11.1 (12.0)            | −13.6 (7.5)             |
| 平均降水量 mm（）       | 74 (2.9)                | 56.8 (2.24)             | 53.9 (2.12)             | 64.9 (2.56)             | 55.8 (2.20)             | 39.1 (1.54)             | 43.9 (1.73)             | 45 (1.8)                | 60.3 (2.37)             | 91.9 (3.62)             | 93.5 (3.68)             | 87.9 (3.46)             | 767 (30.2)              |
| 月均日照時數            | 84.3                    | 114.6                   | 165.8                   | 196.8                   | 231.3                   | 261.2                   | 271                     | 259.6                   | 212.1                   | 140.5                   | 92.3                    | 76.3                    | 2,105.8                 |
| 来源：infoclimat.fr     |                         |                         |                         |                         |                         |                         |                         |                         |                         |                         |                         |                         |                         |

## 行政区划
拉戈尔的市镇编号为17200，邮政编号为17140。
在行政管理方面，拉戈尔隶属于法国新阿基坦大区滨海夏朗德省拉罗谢尔区；在地方选举方面，拉戈尔是拉戈尔县的中央投票站所在地，其市镇范围全境被划入滨海夏朗德省第一选区；在社会管理方面，拉戈尔是拉罗谢尔城市圈公共社区的组成部分。
法国国家统计与经济研究所（简称）在进行数据统计时，将拉戈尔及相邻的另外9个市镇设为拉罗谢尔城市核心区（2020年扩充至共11个），并将包括核心区在内的周边共63个市镇划为拉罗谢尔城市区。自2020年起，拉罗谢尔城市区被包含72个市镇的拉罗谢尔城市辐射区代替。此外，还将拉戈尔市镇分为了3个“块区”（IRIS），以便于统计人口分布情况。

## 交通

### 公路
拉罗谢尔环城公路（国道N237线）经过拉戈尔境内并设有出入口，此外滨海夏朗德省省道D104线和D105线在拉戈尔境内交汇。新阿基坦大区下属的城际客运提供巴士线路，可前往周边部分市镇。
| 33 | 62 |

| 拉罗谢尔 | 5 |

| 丰特奈勒孔特 | 50 |

| 吕松 | 38 |

2018年，81.4%的拉戈尔家庭拥有至少一辆私人汽车。2019年，拉戈尔境内共发生各类交通事故18起，造成21人受伤。

### 铁路
距离拉戈尔最近的铁路车站为2公里外的拉罗谢尔海豚门站。该站开行前往罗什福尔方向的区域列车，部分车次可直达桑特或昂古莱姆。

### 航空
距离拉戈尔最近的民用航空站为拉罗谢尔机场，距离拉戈尔市中心的公路里程约6公里。

### 城市公共交通
拉戈尔为拉罗谢尔城市公共交通（商业名称为）的服务范围，后者是拉罗谢尔城市圈公共社区的城市公共交通系统。截至2022年8月，该系统共包括共二十余条公交线路，其中3路、6路、10路、11路和12路经过了拉戈尔市区。
拉罗谢尔市镇交通局及其管理的车库位于拉戈尔境内。

## 政治

### 市政内阁

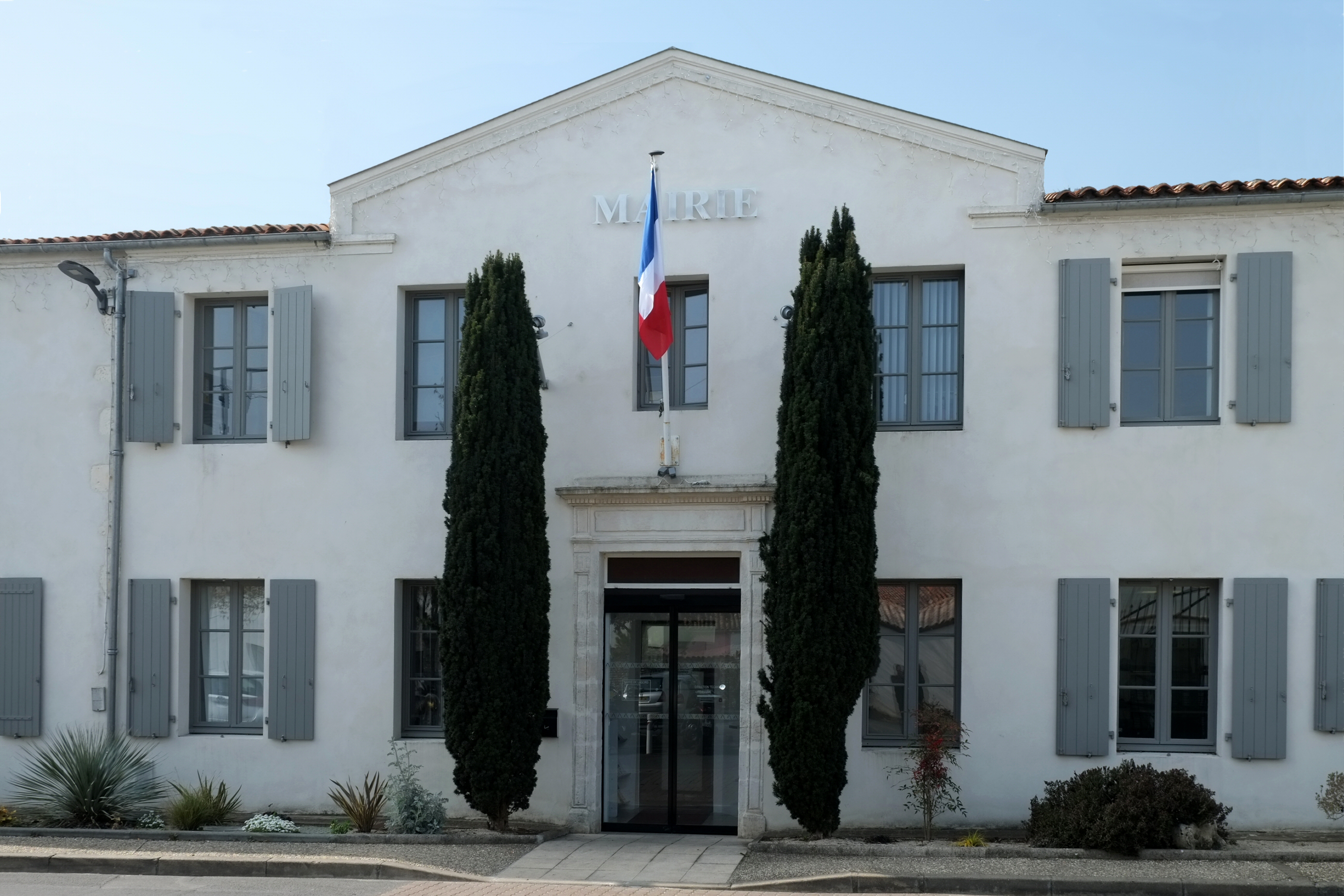
拉戈尔市政厅

拉戈尔的现任市长为安托万·格罗先生（Antoine GRAU），他是一名左翼无党派人士，在2020年的市政选举中获得了100.00%的支持率（无其他候选人）。
| 拉戈尔历届市长     | 拉戈尔历届市长                          | 拉戈尔历届市长    |
| 任期               | 市长                                    | 党派              |
| ------------------ | --------------------------------------- | ----------------- |
| 1971年以前资料暂缺 |                                         |                   |
| 1971年－2014年     | Jean-François DOUARD 让-弗朗索瓦·杜阿尔 | DVD右翼无党派人士 |
| 2014年－           | Antoine GRAU 安托万·格罗                | DVG左翼无党派人士 |

### 各级选举
| 拉戈尔历届投票选举结果 | 拉戈尔历届投票选举结果 | 拉戈尔历届投票选举结果 | 拉戈尔历届投票选举结果 | 拉戈尔历届投票选举结果    | 拉戈尔历届投票选举结果 | 拉戈尔历届投票选举结果 | 拉戈尔历届投票选举结果  | 拉戈尔历届投票选举结果 | 拉戈尔历届投票选举结果 |
| 选举项目               | 选举范围               | 选区单位               | 选区单位内的选举结果   | 选区单位内的选举结果      | 选区单位内的选举结果   | 选区单位内的选举结果   | 选区单位内的选举结果    | 选区单位内的选举结果   | 参考资料               |
| 选举项目               | 选举范围               | 选区单位               | 第一轮胜出者           | 第一轮胜出者              | 支持率                 | 第二轮胜出者           | 第二轮胜出者            | 支持率                 | 参考资料               |
| ---------------------- | ---------------------- | ---------------------- | ---------------------- | ------------------------- | ---------------------- | ---------------------- | ----------------------- | ---------------------- | ---------------------- |
| 2017年法國總統選舉     | 法國                   | 市镇                   |                        | 埃马纽埃尔·马克龙         | 31.06%                 |                        | 埃马纽埃尔·马克龙       | 79.18%                 | [ 18 ]                 |
| 2017年法国立法选举     | 滨海夏朗德省第一选区   | 市镇                   |                        | 奥利维耶·法洛尔尼         | 39.01%                 |                        | 奥利维耶·法洛尔尼       | 69.49%                 | [ 18 ]                 |
| 2019年欧洲议会选举     | 法國                   | 市镇                   |                        | 娜塔莉·卢瓦索             | 31.04%                 | （不适用）             | （不适用）              | （不适用）             | [ 20 ]                 |
| 2021年法国省级选举     | 滨海夏朗德省           | 县                     |                        | 埃夫利娜·费朗 埃尔韦·皮诺 | 31.41%                 |                        | 布丽吉特·代沃 马克·迈涅 | 50.57%                 | [ 21 ]                 |
| 2021年法国省级选举     | 滨海夏朗德省           | 市镇                   |                        | 埃夫利娜·费朗 埃尔韦·皮诺 | 28.2%                  |                        | 布丽吉特·代沃 马克·迈涅 | 52.27%                 | [ 21 ]                 |
| 2021年法国大区选举     |                        | 市镇                   |                        | 阿兰·鲁塞                 | 24.8%                  |                        | 阿兰·鲁塞               | 35.88%                 | [ 22 ]                 |
| 2022年法国总统选举     | 法國                   | 市镇                   |                        | 埃马纽埃尔·马克龙         | 36.73%                 |                        | 埃马纽埃尔·马克龙       | 71.76%                 | [ 18 ]                 |
| 2022年法国立法选举     | 滨海夏朗德省第一选区   | 市镇                   |                        | 奥利维耶·法洛尔尼         | 28.88%                 |                        | 奥利维耶·法洛尔尼       | 71.63%                 | [ 18 ]                 |

## 人口
2018年，拉戈尔市镇人口数量为7,130，在法国排名第1,482位。其中男性3,285人，女性3,845人，75岁及以上人口占13.8%，外籍人口数量为1,229人，人口密度为887人/平方公里，当地居民被称为（男性）或（女性）。2019年，拉戈尔境内出生53人，死亡人口105人。
| 拉戈尔1901年－2019年人口变化情况 |
|                                  |
| 数据来源：Cassini、INSEE         |

## 经济
拉戈尔是拉罗谢尔北部的一个近郊卫星城。截止2022年8月，拉戈尔市镇范围内共有各类用人单位（包含自雇）1,285家，平均历史为13年，其中97.06%为中小型企业（PME），2022年6月至8月间，当地的经济活力指数为0.47%。（大型零售）、（财会统计）及（房地产中介）是当地2021年营业额最高的三个企业，分别为106,315,681欧元、14,281,947欧元和7,726,993欧元。

## 财政与居民收入
2020年，拉戈尔的财政收入总额为6,800,080欧元，财政支出总额为5,567,380欧元，当年的债务总额为3,789,720欧元。2021年，拉戈尔市镇共获得399,223欧元的国家财政补助，比上一年减少了4.12%。
2019年，拉戈尔的人均月收入总额为2,590欧元，其中高级职员为4,143欧元，低于法国平均水平（4,230欧元）；中级职员为2,776欧元，高于法国平均水平（2,411欧元）；普通职员为1,747欧元，高于法国平均水平（1,740欧元）。
2018年，拉戈尔境内的青壮年（15至64岁）失业率为10.3%，当地62.1%的家庭拥有纳税资格，平均纳税4,034欧元，高于法国平均水平（3,910欧元）。

## 社会事务

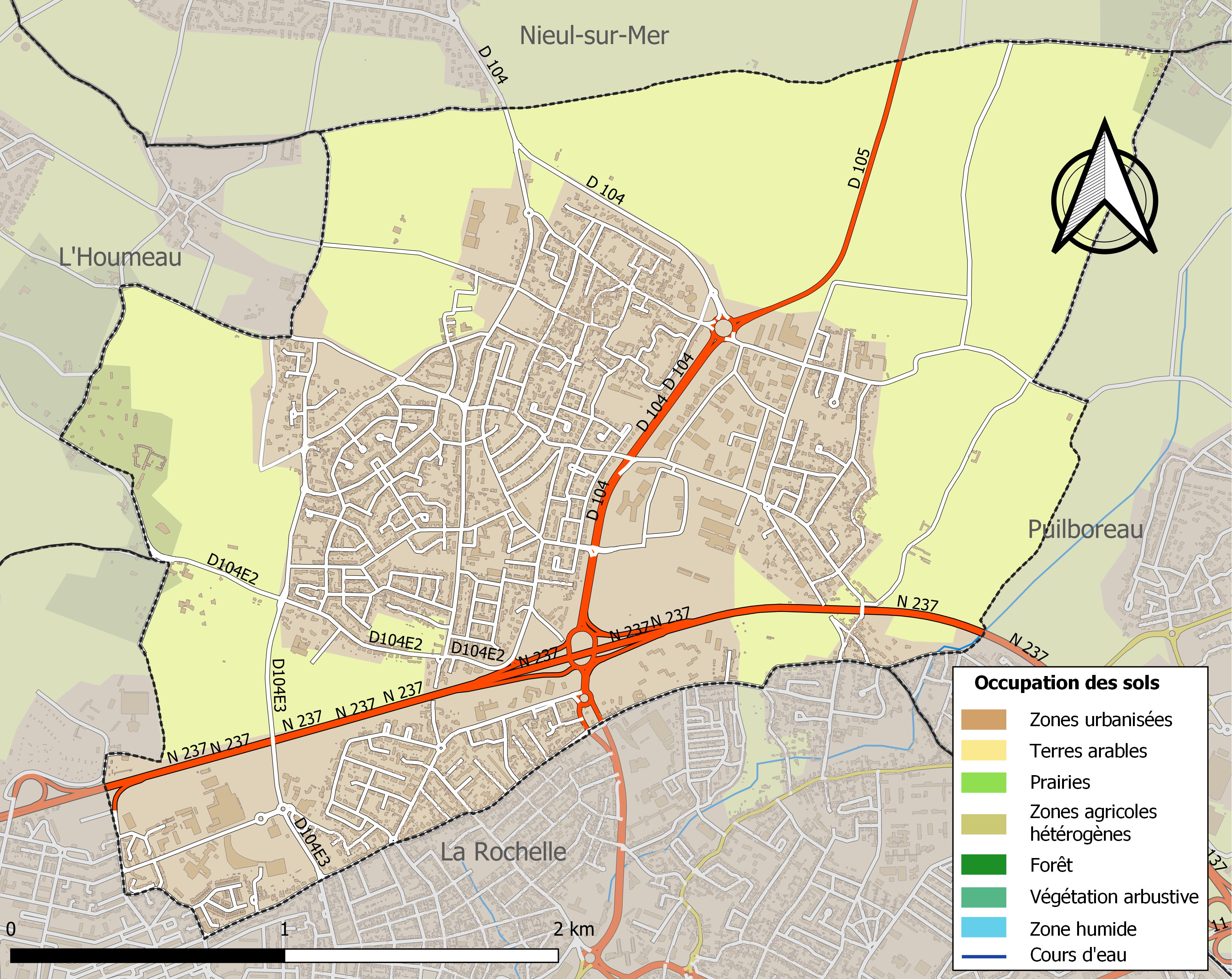
拉戈尔土地利用情况地图

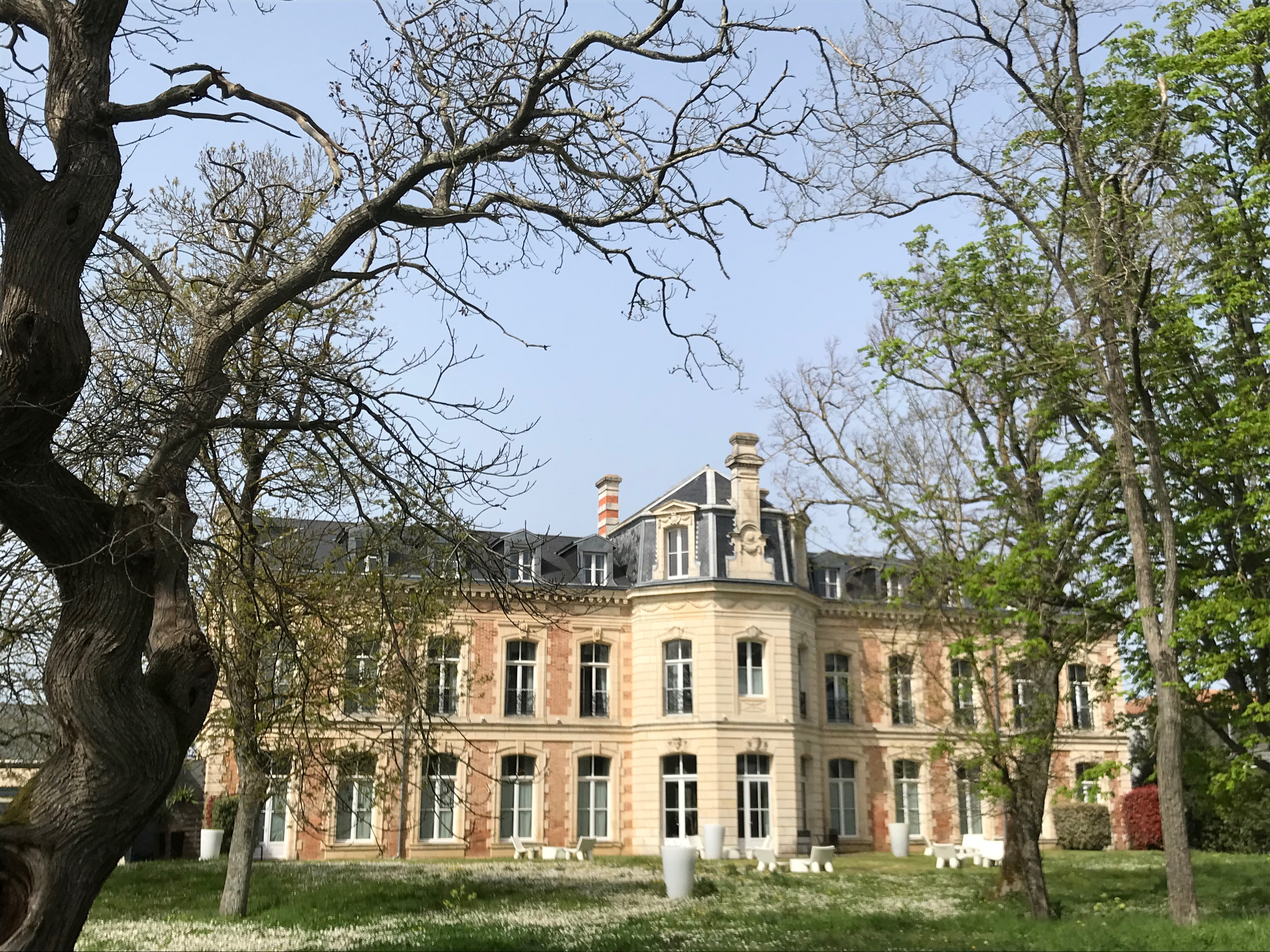
拉戈尔的一处私人城堡及花园

### 教育
拉戈尔属于普瓦捷学区。截止2020年1月1日，拉戈尔境内共有1所幼儿园、2所小学、1所初级中学。2018至2019学年度，拉戈尔境内共有在校中等教育阶段学生761名。
在高等教育方面，法国高等工业科研中心拉罗谢尔校区位于拉戈尔境内。

### 医疗
截止2020年1月1日，拉戈尔境内共有全科医生9名、保健师11名、牙医11名、护士9名、眼科医生7名、皮肤科医生2名和助产士1名。境内共有药房2家、养老院2家、残疾人帮扶中心1家。
距离拉戈尔最近的区域性医疗机构为拉罗谢尔中心医院，其主病区圣路易医院（Hôpital Saint-Louis）位于拉罗谢尔市区内，距离拉戈尔市区的正常车程在10分钟以内，该院设有床位1,253个，是当地规模最大的公立综合性医院。

### 住房
2018年，拉戈尔境内共有各类住房3,783套，其中83.1%为独立式居民区，16.7%为集中式居民区。常住房屋占拉戈尔市镇范围内居民建筑总量的88.6%。
在住房保障政策方面，2020年，拉戈尔境内共有556户家庭获得了住房经济补助，受益人数占总人口数量的7.8%，其中541份为房租补助。

### 商业
2019年，拉戈尔境内共有各类实体商铺156家，其中餐厅10家、大型超市5家、杂货店2家、面包房3家、肉铺2家、银行门店4家、美容美发店8家、汽车维修店9家。镇中心建有一处家乐福便民超市；市区西南部则建有开放式商业街区，有E.Leclerc、Aldi等大型商场。

### 体育
2020年，拉戈尔境内共有1家游泳池、18处网球场、1处马术场、3处足球或橄榄球场以及1处篮球或排球场。
截至2022年8月，卡普欧尼斯足球俱乐部（CAP AUNIS FC，编号549380）是拉戈尔境内唯一的注册足球俱乐部。该足球队成立于2001年，其主队2022至2023赛季参加新阿基坦大区足球联赛丙组（法国第八级别），其主场为贝努瓦磨坊球场（Stade du Moulin Benoist）。

### 环境
拉戈尔的环境事务由其所属的拉罗谢尔城市圈公共社区联合各级政府协调负责。2019年，拉戈尔境内暂无污染企业。

### 治安
拉戈尔及其附近的共5个市镇是拉罗谢尔警区（zone police de La Rochelle）的管辖范围。2020年，该警区累计记录各类案件6,507起，其中盗窃类案件3,699起，经济类案件877起，毒品交易类案件323起。

## 文化

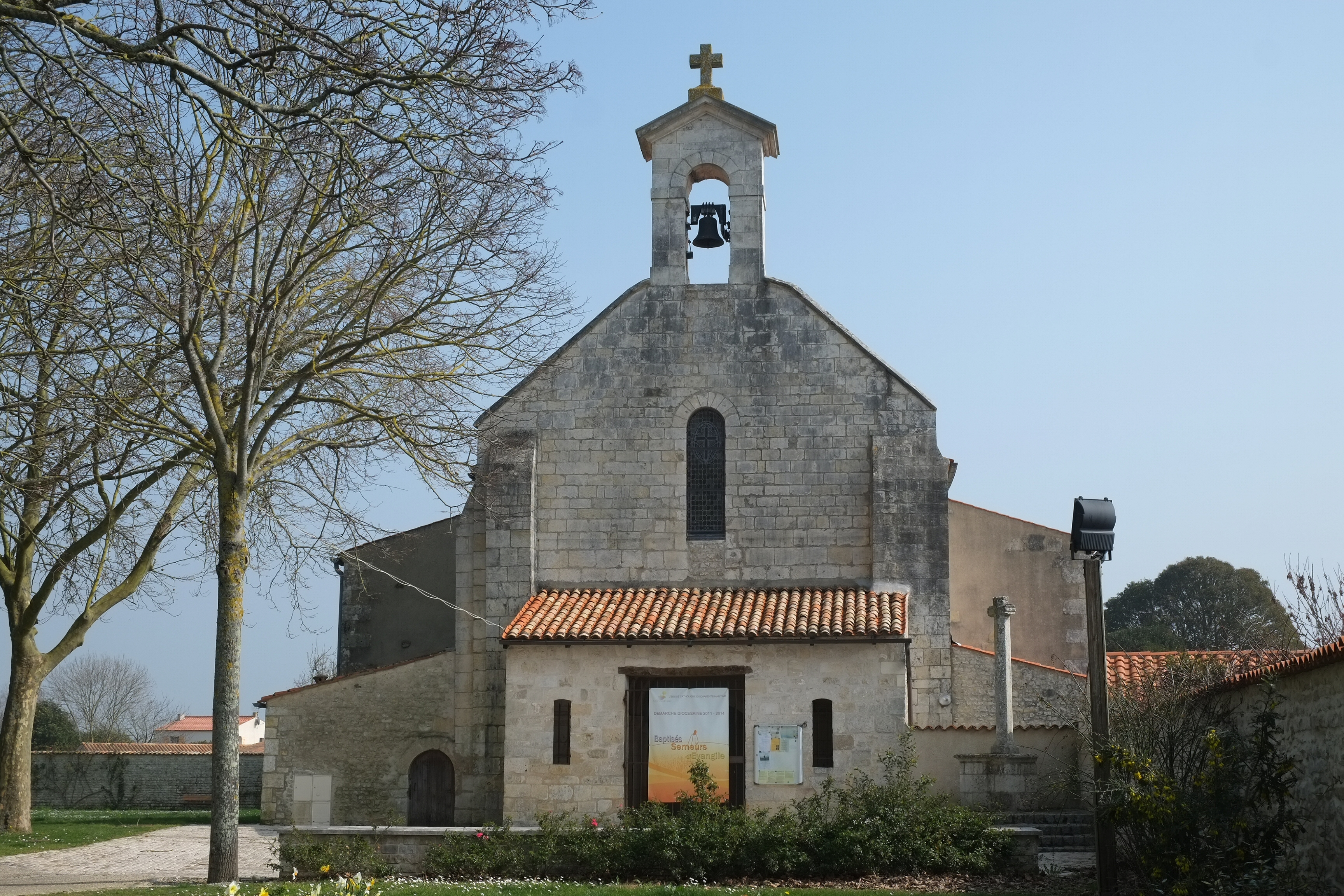
拉戈尔圣母教堂

2020年，拉戈尔境内暂无任何文化设施。拉戈尔市政府提供多媒体中心，每周二、三、五、六向公众开放。

### 建筑
拉戈尔境内有多处历史建筑，其中圣母教堂（Église Notre-Dame de Lagord）是当地的地标性建筑物。

### 旅游
拉戈尔的旅游事务由其所属的拉罗谢尔城市圈公共社区负责。2021年，拉戈尔境内共有1家酒店共计20间房间。

### 媒体
法国主要的媒体均可在拉戈尔接收，法国电视三台下属的新阿基坦大区频道在部分时段播出拉戈尔所属区域的地方新闻。蓝色法兰西拉罗谢尔广播、云雀广播、《西南报》、《拉罗谢尔日报》等为当地主要的地方性媒体。

## 友好城市
截至2022年8月，拉戈尔暂未建立任何友好城市关系。